# Adapazarı
Adapazarı es una ciudad y distrito del noroeste de Turquía y capital de la provincia de Sakarya. Originalmente, la provincia también se llamaba Adapazarı. La ciudad tiene una población de 295.058 habitantes (2007).

## Historia
Históricamente, Adapazarı se encontraba en una antigua vía militar que iba desde Estambul hacia el Este. A finales del siglo XIX, se conectó mediante un ramal a la línea de ferrocarril anatolia. Gran parte de los antepasados de sus habitantes procede del Mar Negro, de ciudades como Trebisonda y Rize. Los hayhurum (cristianos de la Iglesia ortodoxa griega que hablaban armenio) tuvieron una presencia significativa en Adapazarı, donde la comunidad armenia se remonta al año 1608. Sin embargo, fueron incluidos en el acuerdo de 1923 de intercambio de población entre Turquía y Grecia, por lo que se trasladaron al país heleno. Existen diferentes objetos pertenecientes a esta comunidad en el Museo Benaki de Atenas.

## Economía
En Adapazarı se encuentra una fábrica de Toyota. También son importantes las industrias de la seda y el lino, así como la exportación de tabaco, madera de nogal, crisálidas y hortalizas al mercado de Estambul.

## Deportes
Destaca el club de fútbol Sakaryaspor, que ha ganado una vez la Copa de Turquía y jugado en la Superliga de Turquía durante 11 temporadas. Actualmente, se encuentran en Bank Asya 2. Lig, la tercera división a nivel nacional. A pesar de no ser un equipo permanente en la Superliga, ha servido para dar a conocer a muchos de los mejores jugadores de Turquía, entre los que se encuentran Hakan Sukur, Tuncay Sanli o Oguz Cetin.
Kenan Sofuoğlu, campeón del mundo de Supersport en 2007, y Semih Saygıner, jugador profesional de billar francés son otros dos importantes deportistas de Adapazarı.

## Gente notable
- Sait Faik Abasiyanik (1906-1954), poeta y escritor.
- Hakan Şükür (1971- ), futbolista retirado.

## Ciudades hermanadas
- Delft, Países Bajos
- Shumen, Bulgaria